# Christ Church (Jérusalem)
Christ Church est une Église anglicane situé dans la Vieille ville de Jérusalem à la Porte de Jaffa à l'opposé de la Tour de David. Inaugurée en 1849, c'est la plus ancienne église protestante du Moyen-Orient. Elle est fréquentée principalement par des juifs chrétiens anglophones. 
Trois architectes : William Curry Hillier, qui meurt en 1840 du typhus, James Wood Johns, remplacé par Matthew Habershon en 1843. La construction est financée par la London Society for Promoting Christianity Among the Jews. 
Le premier évêque anglican de Jérusalem est Michael Solomon Alexander et son successeur Samuel Gobat. Elle est le siège de l'église anglicane avant l'ouverture de Cathédrale Saint-Georges de Jérusalem en 1899. Pendant la Première Guerre mondiale, elle devient le siège du consulat britannique. Son recteur actuel est David Pileggi. 